# Volkswagen ID.4
El Volkswagen ID.4 es un crossover compacto tipo SUV eléctrico de batería de 5 plazas producido por el fabricante alemán Volkswagen desde 2020. Está basado en la plataforma MEB y es el segundo modelo de la serie ID. Es el primer SUV totalmente eléctrico de Volkswagen y comenzó a venderse desde septiembre de 2020. El ID.4 se orienta al mercado de masas y espera alcanzar altos números de ventas.
En Europa comenzó a venderse a finales de 2020 y en Norteamérica en el primer trimestre de 2021.
Dispone de versiones con una potencia de 109 a 225 kW (148 a 306 CV) (146 a 302 HP) y autonomía de 346 a 520 km (215 a 323 millas), según el ciclo WLTP; o bien, de 240 a 260 millas (386 a 418 km) según la EPA.
El ID.4 fue elegido Automóvil Mundial del Año 2021.

## Vista general

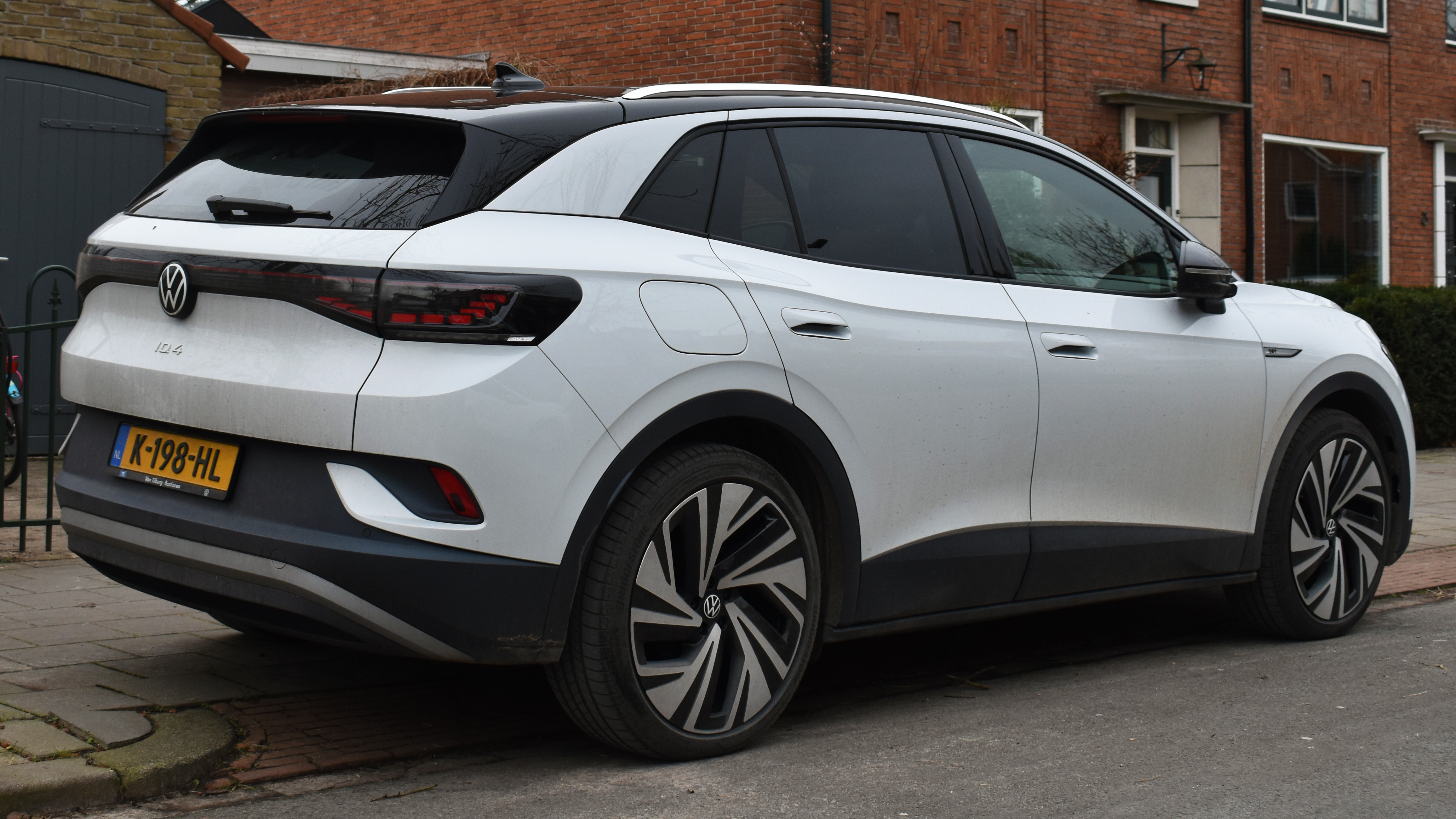
Vista lateral-trasera del Pro de 2020 en Países Bajos

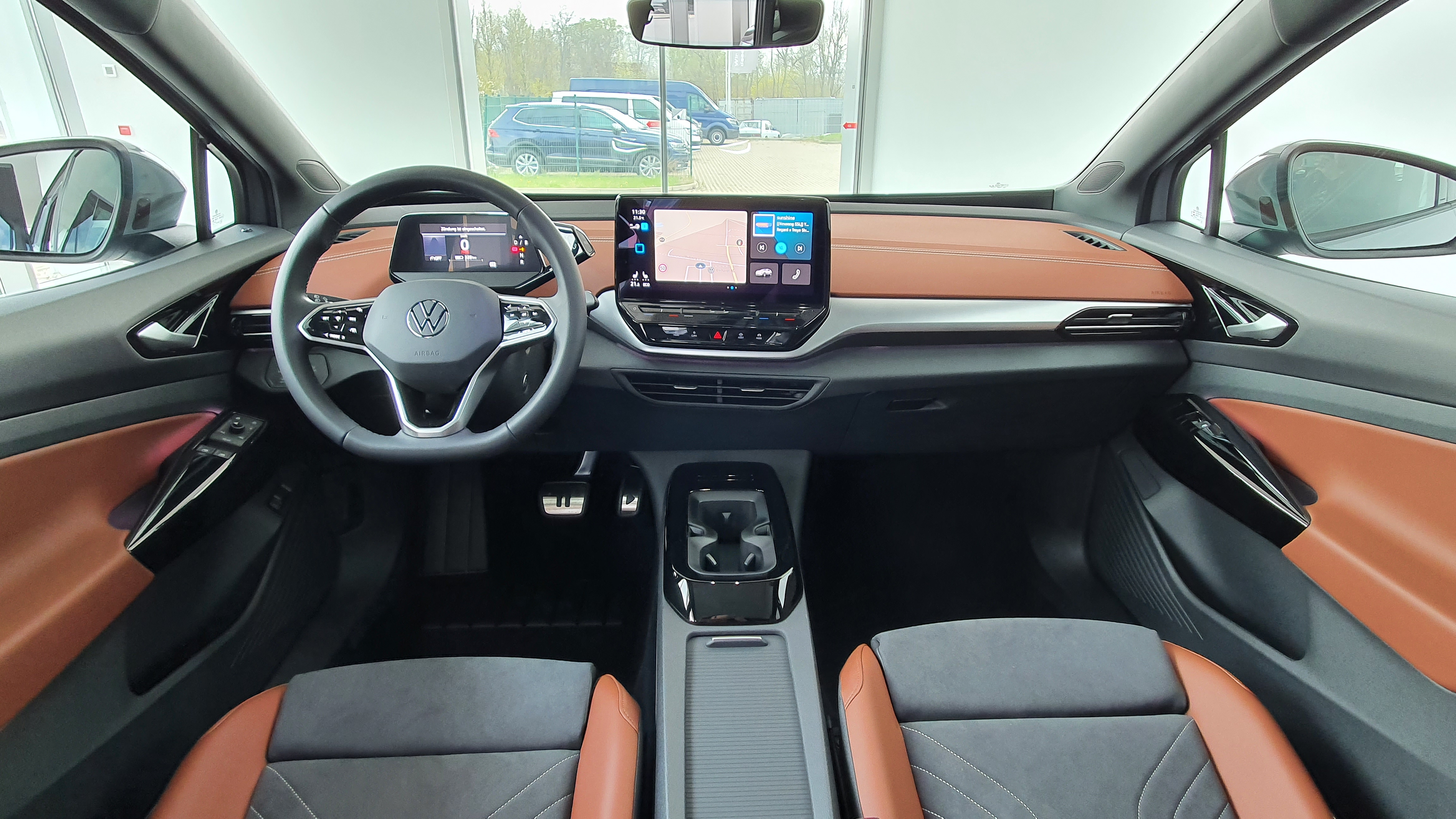
Interior ID.4

El ID.4 proviene de los conceptos I.D. Crozz y I.D. Crozz II, presentados en 2017 en el Salón del Automóvil de Shanghái y de Fráncfort, respectivamente.
Un prototipo camuflado del ID.4 se presentó discretamente en el Salón del Automóvil de Fráncfort de 2019 para no desviar la atención sobre el ID.3.
El 23 de septiembre de 2020 se presentó la versión de producción, mientras que el ID.3 se orienta al mercado europeo, el ID.4 tiene a Norteamérica como uno de sus mercados principales.
Los faros y luces traseras son lámparas led en su mayoría y opcionalmente LED matriciales.
Ofrece ruedas de 18 a 21 pulgadas (45,7 a 53,3 cm). Los modelos de tracción trasera pueden arrastrar hasta 1000 kg (2205 libras) con el enganche opcional. De serie equipa raíles en el techo.
De serie se ofrecen Apple CarPlay y Android Auto.[cita requerida]
Frente al chofer hay una pantalla de 5,3 pulgadas (13,5 cm) y en el centro tiene otra pantalla de 10 pulgadas (25,4 cm) que, opcionalmente, puede ser de 12 pulgadas (30,5 cm) para el infoentretenimiento.[cita requerida]
Opcionalmente dispone de una visualización head-up (HUD).[cita requerida]
De serie incluye una tira luminosa bajo el parabrisas ID. Light que proporciona información sobre navegación, alertas de frenada o estado de carga.
La bomba de calor opcional permite mejores autonomías a bajas temperaturas; y utiliza el refrigerante R744 (CO2).
La cajuela dispone de una capacidad de 543 L (19,2 pies cúbicos) o de 1575 L (55,6 pies cúbicos) con los asientos traseros abatidos. No dispone de cajuela delantera (frunk).[cita requerida]

## Mercados

### Europa

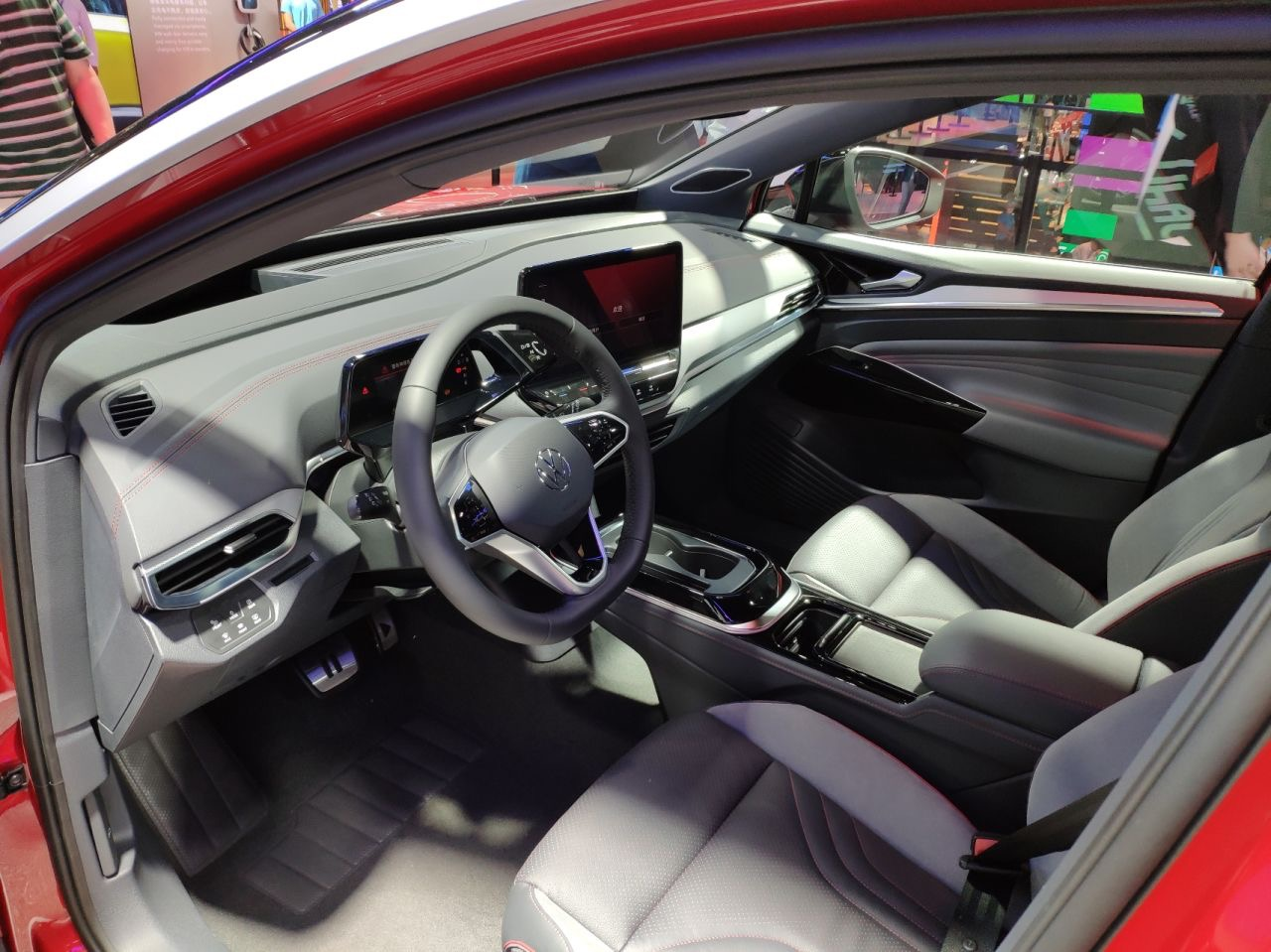
Interior del Crozz

Para el mercado europeo hay tres versiones de motores eléctricos.
Las de 109 kW (148 CV; 146 HP) o 125 kW (170 CV; 168 HP) llevan una batería de 52 kWh (187 MJ), mientras que la versión con la batería de 77 kWh (277 MJ) produce 150 kW (204 CV; 201 HP), con una autonomía WLTP de hasta 520 km (323 millas) con una carga. Es capaz de acelerar de 0 a 100 km/h (0 a 62 mph) en 8.5 segundos.
La versión ID.4 GTX tiene tracción total, con lo que es capaz de acelerar de 0 a 100 km/h (0 a 62 mph) en 6.2 segundos.
El ID.4 se fabrica en la planta alemana de Zwickau-Mosel y a partir de 2022 también se fabricaría en la planta de Emden.

### Norteamérica
El motor entrega 150 kW (204 CV; 201 HP) y un par máximo de 310 N·m (229 lb·pie), con lo que es capaz de arrastrar 2700 libras (1225 kg). Dispone de una batería de 82 kWh (295 MJ) de capacidad total, que le permite alcanzar una autonomía de 250 a 260 millas (402 a 418 km) con una carga, según el ciclo EPA dependiendo de la versión.
A finales de 2021 se vendería una versión con tracción total con una potencia máxima de 220 kW (299 CV; 295 HP).
En Estados Unidos el ID.4 incluye carga gratuita durante 3 años en la red de carga rápida de Electrify America.
En 2022 el ID.4 comenzaría a producirse para el mercado norteamericano en la planta de Chattanooga (Tennessee).

### China
El Volkswagen ID.4 vende en China las variantes ID.4 X e ID.4 Crozz que tienen algunas pequeñas diferencias de diseño y son fabricadas por SAIC Motor y First Automobile Works, respectivamente.
El ID.4 Crozz es similar al ID.4 europeo y tiene una versión que produce 125 kW (170 CV; 168 HP), con una autonomía NEDC de 400 km (249 millas) y otra versión con un motor de 150 kW (204 CV; 201 HP) y una autonomía también NEDC de 550 km (342 millas).
Se ofrecería otra versión AWD con dos motores que producen 225 kW (306 CV; 302 HP) y una autonomía NEDC de 520 km (323 millas).
El ID.4 X tiene unas defensas distintas, por lo que aumenta la longitud en 20 mm (0,79 pulgadas).

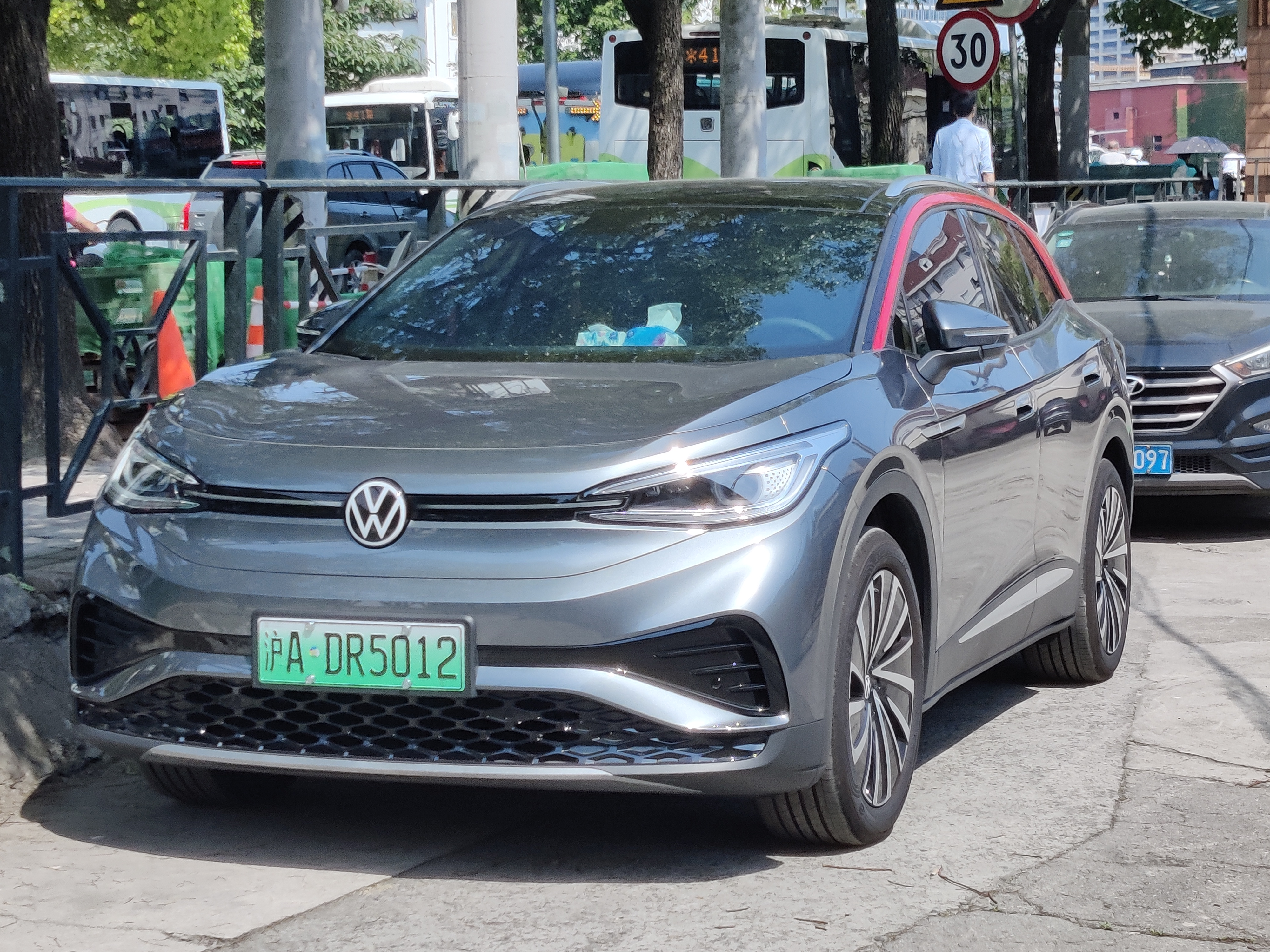
ID.4 X en China
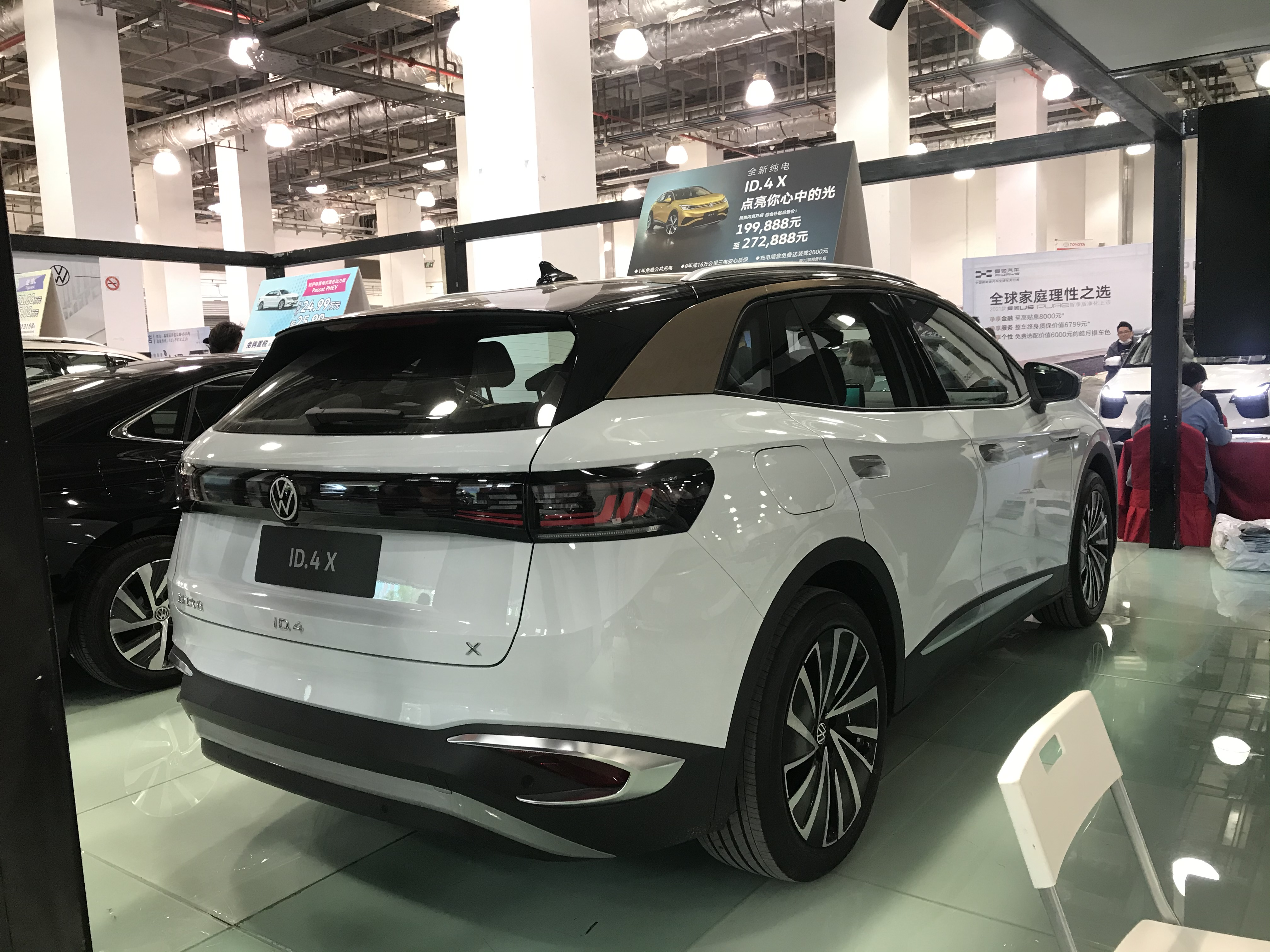
ID.4 X en China
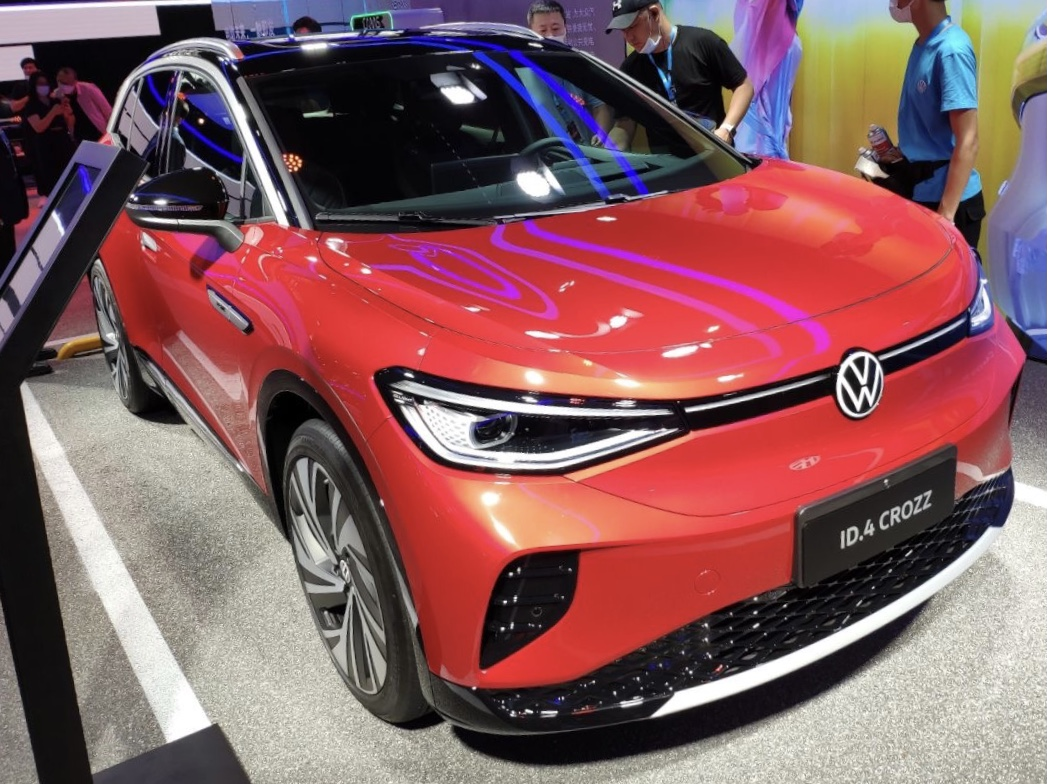
ID.4 Crozz en China
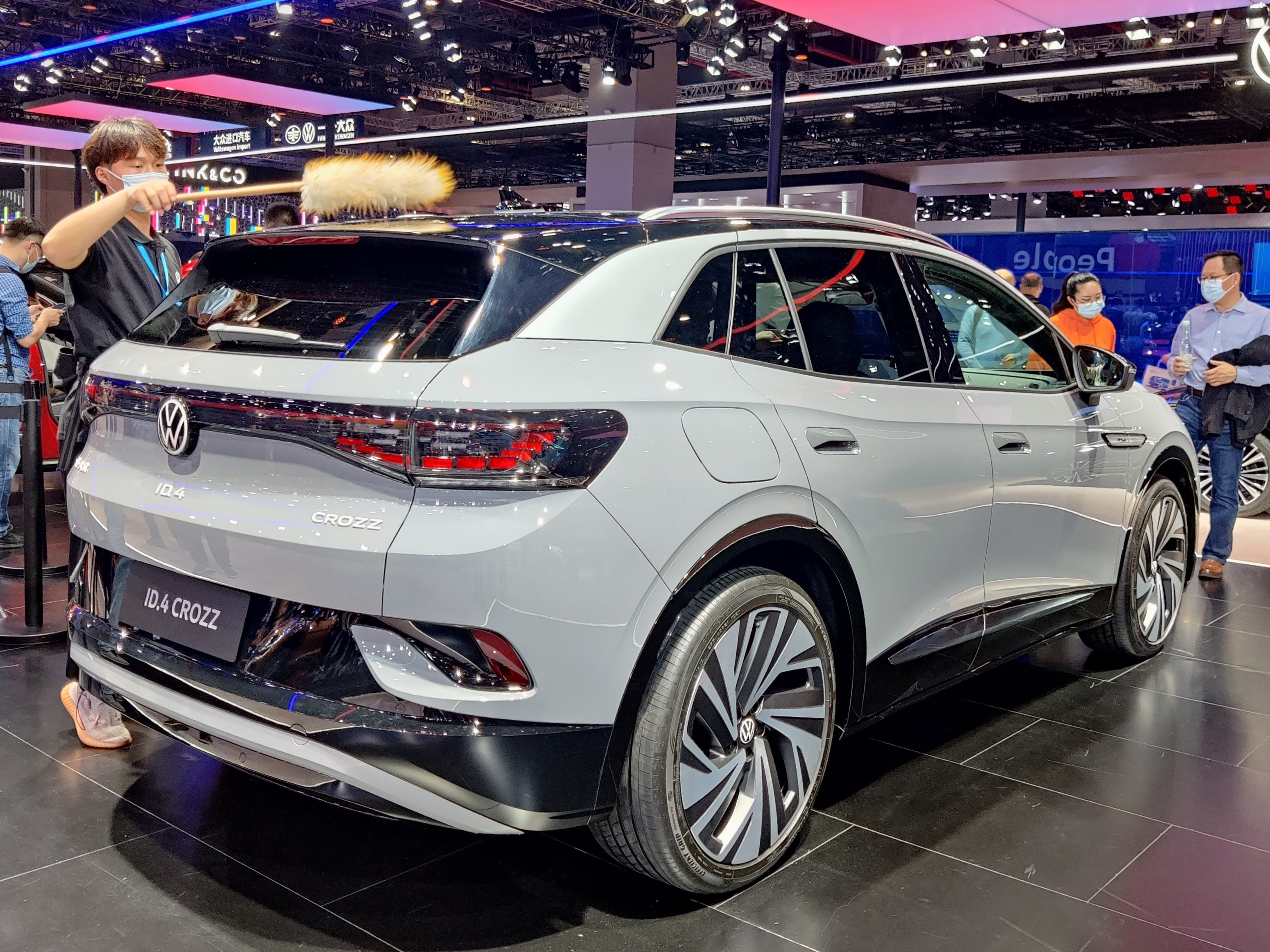
ID.4 Crozz en China
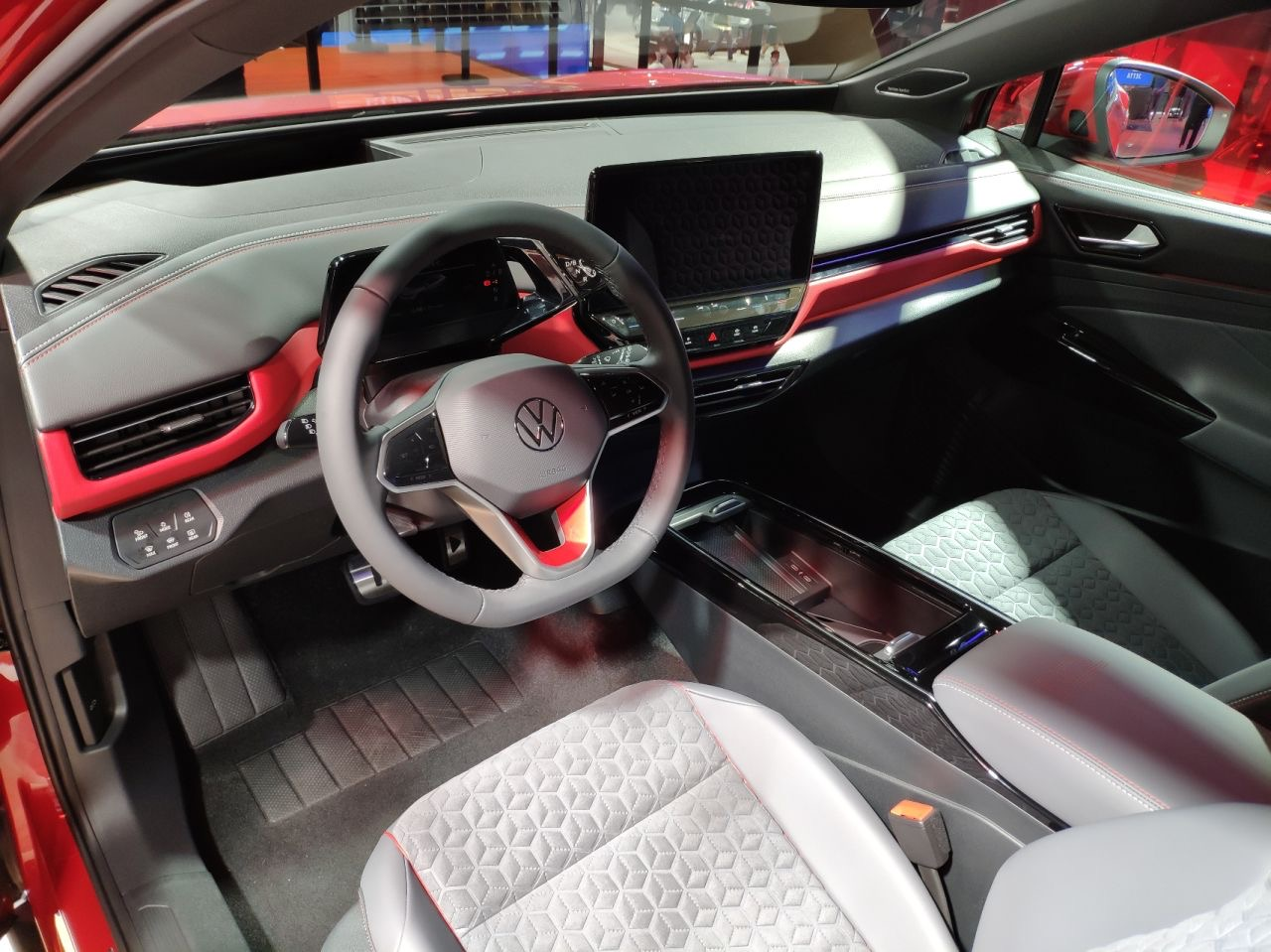
Interior de la versión Crozz

## Especificaciones

### Motor
El ID.4 lleva el motor APP 310 de la plataforma MEB. Es uno síncrono de imanes permanentes y sin escobillas que se coloca en el eje trasero. Está refrigerado por agua y produce de 109 a 150 kW (148 a 204 CV) (146 a 201 HP) y hasta 310 N·m (229 lb·pie) de par máximo. Gira hasta velocidades de 16 000 rpm.
Junto a la transmisión de una velocidad y la electrónica de potencia, la unidad pesa alrededor de 90 kg (198 libras) y es lo suficientemente compacta como para caber en una bolsa de deporte grande.
Cuando el motor eléctrico no recibe electricidad de la batería puede funcionar como freno y convertir la energía cinética en energía eléctrica, que se puede inyectar en la batería.
En el ID.4 el freno regenerativo puede alcanzar una deceleración de hasta 0.25 g sin usar las pastillas de freno. Para desaceleraciones superiores usa el sistema de freno hidráulico convencional con pastillas y frenos de disco.

### Batería
El paquete de baterías de iones de litio contiene 9 módulos en 10 compartimentos (Pure) o 12 módulos (Pro) conteniendo 24 células por módulo. Está encapsulado en una caja de aluminio situada en el suelo del vehículo.
En el paquete de 55 kWh (198 MJ), solamente 52 kWh (187 MJ) están disponibles para el usuario. Mientras que en el paquete de 82 kWh (295 MJ) están disponibles 77 kWh (277 MJ).
El sistema de gestión de la batería (BMS) está diseñado para mantener las baterías cerca de la temperatura ideal de 25 °C (77 °F).[cita requerida]
| Versiones        | Capacidad de la batería total/neto | Tracción | Potencia                | Par máximo           | Aceleración de 0 a 100 km/h (0 a 62 mph) | Velocidad máxima   | Peso                  | Autonomía (WLTP/EPA)                                  | Carga DC                                | Carga AC        |
| ---------------- | ---------------------------------- | -------- | ----------------------- | -------------------- | ---------------------------------------- | ------------------ | --------------------- | ----------------------------------------------------- | --------------------------------------- | --------------- |
| Pure             | 55 kWh (198 MJ) / 52 kWh (187 MJ)  | Trasera  | 109 kW (148 CV; 146 HP) | 220 N·m (162 lb·pie) | 10.9 segundos                            | 160 km/h (99 mph)  | 1891 kg (4169 libras) | 346 km (215 millas)                                   | 50 a 100 kW (68 a 136 CV) (67 a 134 HP) | 7,2 kW (9,8 CV) |
| Pure Performance | 55 kWh (198 MJ) / 52 kWh (187 MJ)  | Trasera  | 125 kW (170 CV; 168 HP) | 310 N·m (229 lb·pie) | 9 segundos                               | 160 km/h (99 mph)  | 1891 kg (4169 libras) | 346 km (215 millas)                                   | 100 kW (136 CV; 134 HP)                 | 7,2 kW (9,8 CV) |
| Pro Performance  | 82 kWh (295 MJ) / 77 kWh (277 MJ)  | Trasera  | 150 kW (204 CV; 201 HP) | 310 N·m (229 lb·pie) | 8.5 segundos                             | 160 km/h (99 mph)  | 2049 kg (4517 libras) | 522 km (324 millas) o 260 millas (418 km)             | 125 kW (170 CV; 168 HP)                 | 11 kW (15 CV)   |
| GTX/AWD          | 82 kWh (295 MJ) / 77 kWh (277 MJ)  | Total    | 220 kW (299 CV; 295 HP) |                      | 6.2 segundos o 5.7 segundos              | 180 km/h (112 mph) | 2224 kg (4903 libras) | 482 km (300 millas) o 240 a 249 millas (386 a 401 km) | 125 kW (170 CV; 168 HP)                 | 11 kW (15 CV)   |